# Juan Pablo Domínguez
Juan Pablo Domínguez (Buenos Aires, Argentina; 17 de febrero de 1992) es un futbolista argentino. Juega de arquero y su equipo actual es el Club Deportivo Universitario de la Primera División de Panamá.

## Clubes
| Club               | País                 | Año           |
| ------------------ | -------------------- | ------------- |
| Atlanta            | Argentina            | 2014-2015     |
| Cibao              | República Dominicana | 2017-2018     |
| San José           | Bolivia              | 2019          |
| Juventud Unida     | Argentina            | 2019-2020     |
| Stormers           | Bolivia              | 2020          |
| Real Sociedad      | Honduras             | 2021          |
| Atlético Vega Real | República Dominicana | 2022          |
| CASD Camioneros    | Argentina            | 2023          |
| CD Universitario   | Panamá               | 2023-presente |

## Palmarés
| Título                         | Club  | País                 | Año  |
| ------------------------------ | ----- | -------------------- | ---- |
| Campeonato de Clubes de la CFU | Cibao | República Dominicana | 2017 |
| Liga Dominicana de Fútbol      | Cibao | República Dominicana | 2018 |